# Ilex schwackeana
Ilex schwackeana är en järneksväxtart som beskrevs av Ludwig Eduard Loesener. Ilex schwackeana ingår i släktet järnekar, och familjen järneksväxter. Inga underarter finns listade i Catalogue of Life.